# Holmberg IX
Holmberg IX (UGC 5336) – galaktyka nieregularna znajdująca się w gwiazdozbiorze Wielkiej Niedźwiedzicy w odległości 12 milionów lat świetlnych, będąca satelitą galaktyki Messier 81. Została odkryta w 1959 roku przez Sidneya van den Bergha i skatalogowana w jego Katalogu galaktyk karłowatych jako DDO 66. Galaktyka ta jest członkiem Grupy M81.

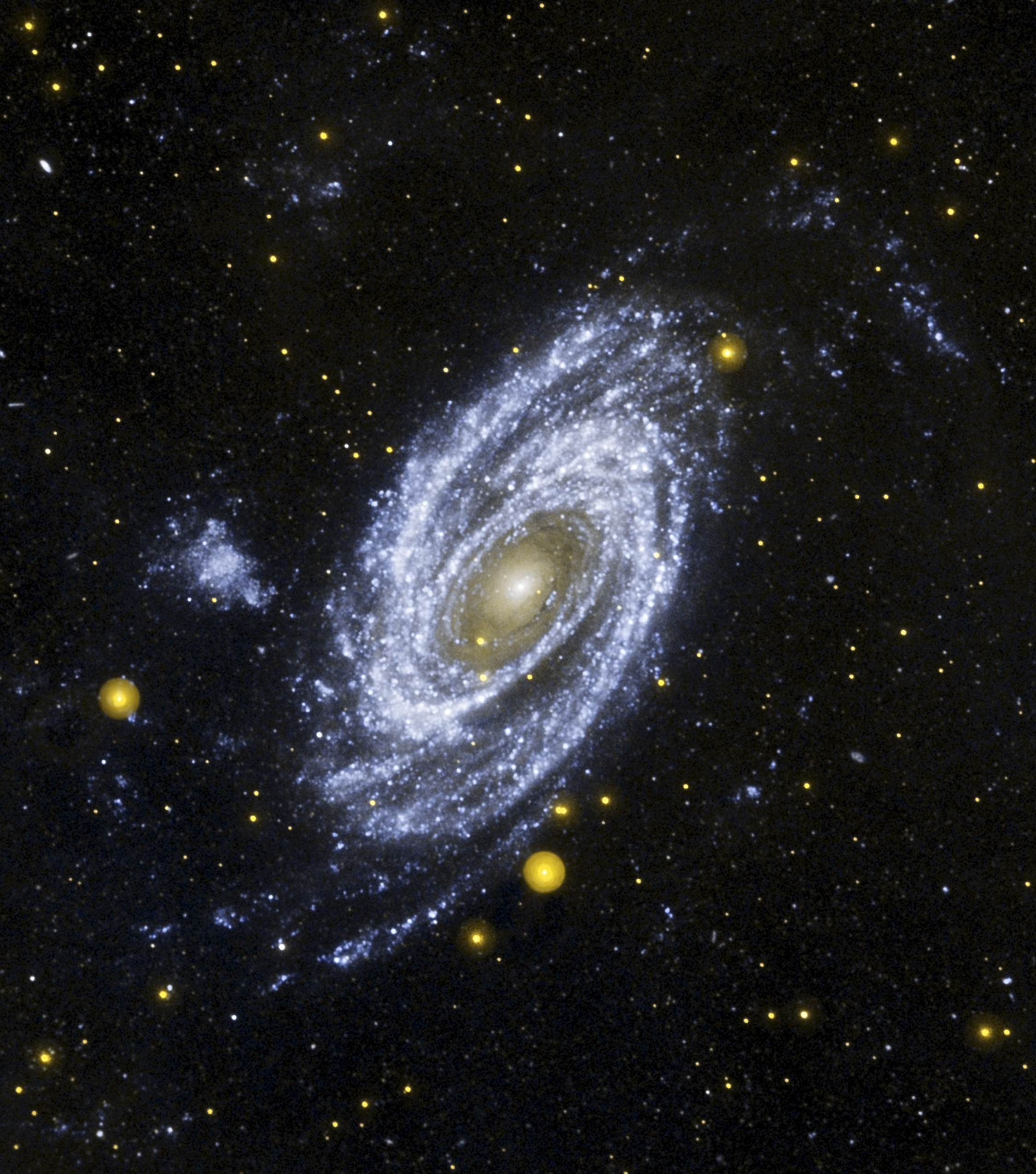
M81 i Holmberg IX w ultrafiolecie

Galaktyka została po raz pierwszy opisana w 1969 przez Erica Holmberga i wtedy otrzymała swoją nazwę. Dokładnego opisu Holmberg IX wraz z inną towarzyszką M81 dokonali po raz pierwszy F. Bertola i P. Maffei w 1974 roku.
Holmberg IX powstała w wyniku interakcji pomiędzy galaktykami Messier 81 i sąsiedniej Messier 82. Spośród ponad 20 tys. gwiazd, które można wyodrębnić na zdjęciach wykonanych teleskopem Hubble’a, jedynie około 10% gwiazd jest uznawane za stare w wieku szacowanym na miliardy lat. Reszta gwiazd to gwiazdy młode w wieku zaledwie 10-200 milionów lat.
Różny rozkład w przestrzeni starych i nowych gwiazd w Holmerg IX wskazuje, że wiek gwiazd jest związany z ich pochodzeniem. Z symulacji komputerowych wynika, że trzy galaktyki M81, M82 oraz NGC 3077 przeszły blisko siebie około 200-300 milionów lat temu. To bliskie spotkanie wywołało proces formowania nowych gwiazd w Holmberg IX.